# 宝山愛
宝山 愛（ほうざん あい、2003年8月15日 - ）は、日本の女性プロレスラー。愛知県安城市出身。Marvelous所属。血液型A型。

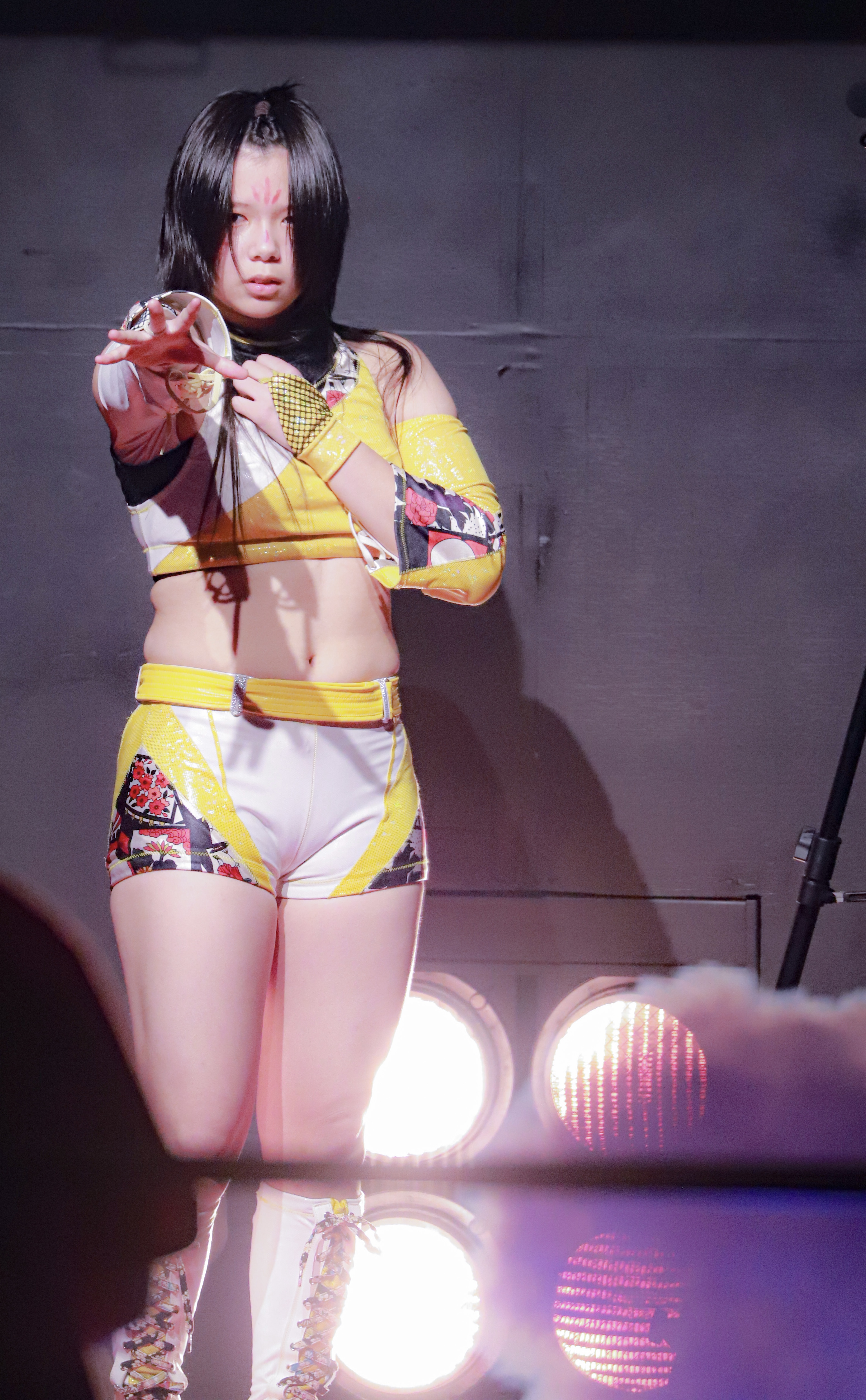
2022.10.25マーベラス新木場大会 宝山愛選手※現コスチューム

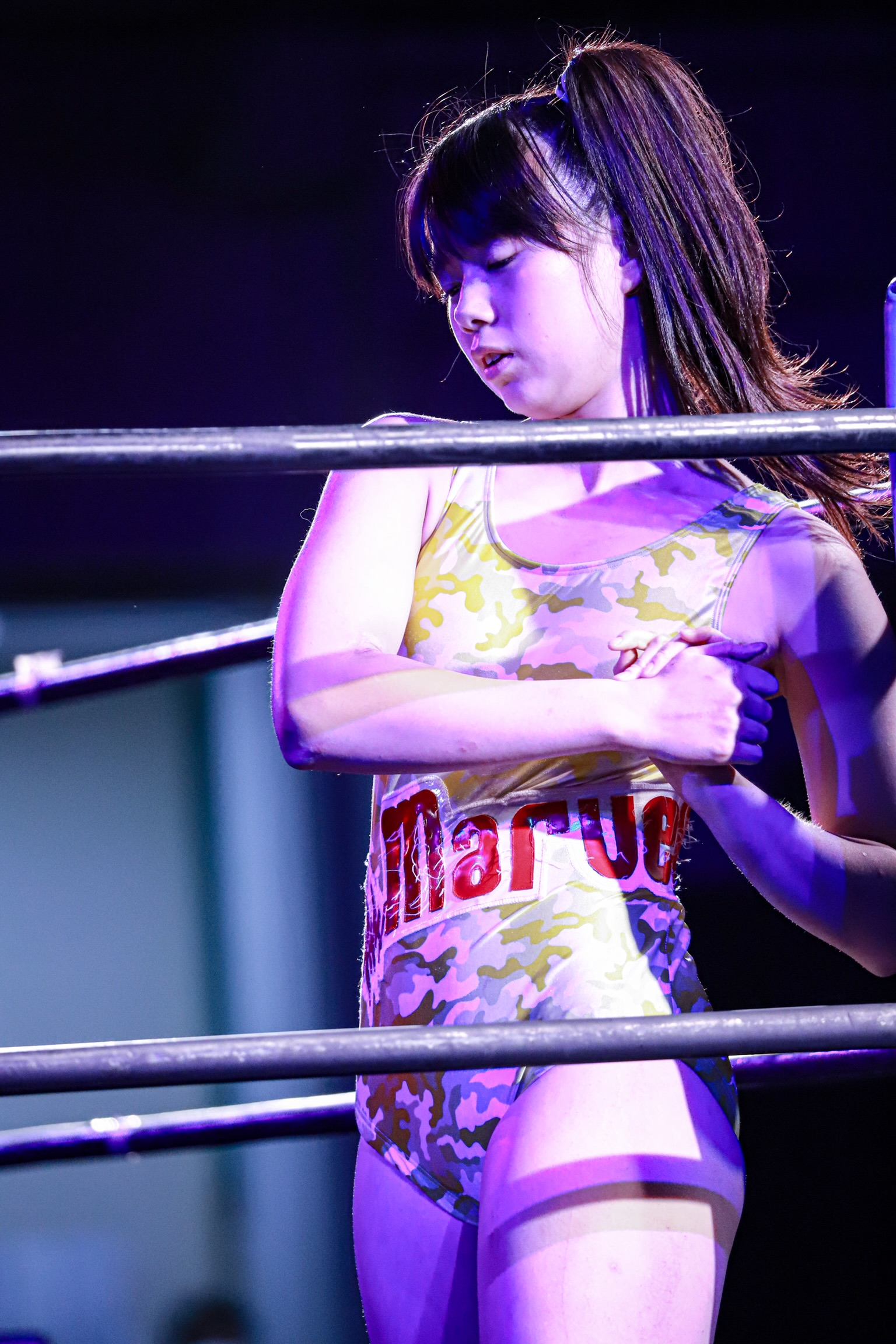
2021.11.01マーベラス後楽園ホール大会 宝山愛選手※旧コスチューム

## 所属
- Marvelous（2021年 -  ）

## 来歴・戦績
2019年
- 12月28日、Marvelous横浜ラジアントホール大会にて、試合前の公開プロテストに合格して15歳にしてMarvelousに入門。[2]

2021年
- 3月6日、「Assemble」Vol.4にて神童ミコトとのシングルマッチで17歳にしてプロデビュー。逆エビ固めでギブアップ負け。[3]
- センダイガールズプロレスリング主催のキャリア3年未満の選手によるオールスター戦のじゃじゃ馬トーナメントに出場。
1回戦でActwres girl'Z所属の三浦亜美と対戦するも、アルゼンチンバックブリーカーでギブアップ負け。[4]

2022年
- 1月10日、Marvelous後楽園ホール大会にてタッグマッチ（宝山愛 & 岡優里佳 VS 渡辺智子 & 伊藤薫）で渡辺智子からエビ固めで直接3カウントを奪取し、大金星を挙げる。[5]
- 2月8日Marvelous～Coloful World in 新木場～、当日くじ引きで岡優里佳と組み、永島千佳世、杏ちゃむタッグに勝利。[6][7][8]
- 3月11日スターダム品川インターシティホール ウナギ・サヤカ&月山和香 vs Maria&宝山愛 戦で勝利。
- 2022年4月15日『後楽園ホール60周年還暦祭』にタッグマッチで出場[9]。岡優里佳と組むも、藤本つかさ＆中島安里紗組に敗北。

## 得意技
エルボー
ドロップキック
プランチャ
マヒストラル

## 入場テーマ曲
- Shampoo「House-Of-Love」

## 人物
- プロレスラーになったきっかけは、プロレス好きの母親に連れまわされているうちにプロレスが日常的になったことから。[10]
- リングネームには「リングの中の宝を見つけて欲しい」という思いが込められている。[1]
- 好物はマグロの赤身と抹茶。[1]
- 好きな有名人は鬼頭明里とすとろべりーぷりんす。[1]
- 趣味は絵を描くこと、歌うこと。[11]
- 特技は声を変えること。[11]